# Xoài rừng
Xoài rừng, hay xoài lá nhỏ (danh pháp khoa học: Mangifera minutifolia) là một loài thực vật thuộc họ Anacardiaceae. Đây là loài đặc hữu của Việt Nam.